# Easyfood
Easyfood A/S er en dansk bagerivirksomhed med hovedkvarter i Kolding. Den blev etableret i år 2000. I 2019 blev Easyfood solgt til Orkla, der driver virksomheden som et datterselskab til Orkla Foods Danmark. Easyfood bager convenience-produkter som pølsebrød, pølsehorn, kager, pizzasnegle, sandwichbrød og pitabrød. Bagværket sælges engros som forbagt, Bake off, Tø op & Server og Heat 'n Eat. De har ca. 140 fuldtidsansatte.